# Тимченко, Дмитрий Юрьевич
Дмитрий Юрьевич Тимченко (р.1 апреля 1983) — украинский борец греко-римского стиля, призёр чемпионатов мира, Европы и Европейских игр.

## Биография
Родился в 1983 году в Харькове. В 2005 году стал бронзовым призёром чемпионата Европы. В 2015 году завоевал бронзовую медаль чемпионата мира и серебряную медаль Европейских игр.